# Медведєво (Волгоградська область)
Медведєво (рос. Медведево) — село у Даниловському районі Волгоградської області Російської Федерації.
Населення становить 3 особи. Входить до складу муніципального утворення Оріховське сільське поселення.

## Історія
Село розташоване у межах українського історичного та культурного регіону Жовтий Клин.
Згідно із законом від 22 грудня 2004 року № 1058-ОД органом місцевого самоврядування є Оріховське сільське поселення.

## Населення
| 2010 |
| ---- |
| 3    |